# كريستيان مورا (لاعب كرة قدم)
كريستيان مورا هو لاعب كرة قدم إيطالي، ولد في 30 ديسمبر 1997 في تريفيجليو في إيطاليا. لعب مع أتالانتا.

## وصلات خارجية
- كريستيان مورا على موقع قاعدة بيانات كرة القدم.إي يو (الإنجليزية)
- كريستيان مورا على موقع Soccerway.com (الإنجليزية)
- كريستيان مورا على موقع عالم كرة القدم.نت (الإنجليزية)